# 李春临
李春临（1968年2月—），男，汉族，黑龙江省巴彦县人，中国共产党党员。中华人民共和国政治人物、第十三届全国人民代表大会陕西省代表。

## 生平
1991年毕业于陕西财经学院工业经济系工业经济专业，获经济学学士学位，后进入陕西省计划委员会工作，历任高技术产业发展处副处长、能源处处长等职。1996年10月至1998年12月，在西北大学陕西工商管理硕士学院工商管理专业学习。2008年，挂职任安康市人民政府市长助理、党组成员。2009年4月，任安康市发展和改革委员会主任。2012年6月，任陕西省发展和改革委员会副主任。
2013年7月，任中共榆林市委常委，副市长。2017年12月，任榆林市代市长。2018年4月4日，当选市长。2021年4月，任中共榆林市委书记。
2018年，李春临被选为陕西省出席第十三届全国人民代表大会代表。
2022年5月，当选为中共陕西省委常委。同年7月，兼任省委秘书长。
2022年12月28日，任国家发展和改革委员会副主任。